# Poetyzm
Poetyzm (cz. poetismus) – czeski literacki kierunek awangardowy z trzeciej dekady XX wieku. 

## Geneza
Poprzedzała go w kręgach lewicowych nowatorów artystycznych Czech, skupionych zwłaszcza w ugrupowaniu Devětsil (Dziewięćsił), literatura proletariacka. Poetyzm odrzucił jej nastawienie propagandowe i silną ideologizację, argumentując m.in., że tego rodzaju sztuka w istocie nie interesuje proletariatu. Nazwa „poetyzm” pojawiła się po raz pierwszy w roku 1924, ale uważa się, że jego początki są nieco wcześniejsze (1923, a może nawet 1922). Jego pierwszymi manifestami były Poetismus (Poetyzm) Karla Teigego i Kapka inkoustu (Kropla atramentu) oraz Papoušek na motocyklu. O řemesle básnickém (Papuga na motocyklu. O rzemiośle poetyckim) Vitězslava Nezvala (wszystkie trzy 1924). 

## Cechy stylu
Teige i Nezval to główni teoretycy kierunku, a Nezval – bodaj najważniejszy jego poeta. Poetyzm nie chciał być jedynie prądem literackim czy artystycznym, chciał być modus vivendi, „sztuką życia i użycia”, jak ujmował to Teige. Sam otaczający człowieka świat miał się zmienić w poemat. Nezval definiuje poetyzm jak kierunek wydobywający wzruszenie poetyckie ze spontaniczności fantazji. Głównym celem wiersza jest „być wierszem, grą wyobraźni, kwiatem korony życia”. Z kierunków światowych najbliższy był poetyzmowi dadaizm (zarazem jednak czeski kierunek miał cechy wspólne z futuryzmem, kubizmem i surrealizmem). Poetyści propagowali i praktykowali literaturę pełną beztroski, optymizmu, swawoli, radosnych fajerwerków słownych, efektownych sztuczek metaforycznych, gry i zabawy, epikurejskiego upojenia „wszystkimi urokami świata” (tytuł poetystycznego wiersza Jaroslava Seiferta, a później jego wspomnień), zmysłowości, poezję „niewymuszoną, pełną fantazji, antyheroiczną” (Teige), bezpośrednią, spontaniczną, swawolną, wielbiąca egzotykę i erotykę, upraszczającą świat ludzki, sprowadzającą go do wymiarów nieustannego hedonistycznego karnawału, do kabaretu i cyrku, klownady, ignorującą zaś zjawiska mroczne, niemiłe, smutne i tragiczne, a jednocześnie odcinającą sztukę od koneksji metafizycznych, a nawet od filozoficznej refleksji. Dla kierunku charakterystyczna jest przede wszystkim jego ludyczność. Poetyści odżegnywali się od sztuki napuszonej, pełnej powagi, celebrującej samą siebie. Bliskie były im życie metropolii i rozrywki nowoczesnego społeczeństwa, np. festyny ludowe, sport, music-hall, variétés czy kino. Zadaniem poezji miało być według poetystów budzenie emocji, a główną zasadą kompozycyjną – asocjacja. Poetyści kładli też nacisk na literackie rzemiosło, na zawodowe umiejętności pisarza i rygor formalny. Politycznie poetyzm opowiadał się za marksizmem, ale rezygnował z literatury walczącej i z motywów społecznych, chciał być zapowiedzią radosnego, bezkonfliktowego, szczęśliwego świata po rewolucji proletariackiej, świata, w którym panuje komunizm. 

## Główne utwory
Sztandarowe dzieła początkowego okresu istnienia kierunku to tomy Pantomima (1924) Nezvala i Na vlnách TSF (1925, Na falach radiotelegrafu) Seiferta. W drugim etapie w dziełach jego przedstawicieli – Akrobat (1927, Akrobata) i Edison (1928) Nezvala, Nový Ikaros (1929, Nowy Ikar) Konstantina Biebla - pojawiają się inne tony, zapowiadające odejście od niego. Niemniej przez pewien czas poetyzm sprawował „rząd dusz” wśród młodych czeskich nowatorów artystycznych. Również poeci, którzy wkrótce mieli się w swej twórczości ostro przeciwstawić poetyzmowi i rozwijać swoje dzieło w opozycji do poetystycznych zasad programowych i praktyki twórczej kierunku,  František Halas i Vladimír Holan, debiutowali pod jego znakiem. 

## Oddziaływanie
Poetyzm oddziałał na wczesną prozę Vladislava Vančury, Karla Konráda i Karla Schulza, nie mówiąc o prozie Nezvala, a w teatrze na Jindřicha Honzla, Jiříego Frejkę, Jiříego Voskovca i Jana Wericha (Teatr Wyzwolony). W plastyce odpowiednikiem poetyzmu był artyficielizm Jindřicha Štyrskiego i Toyen. Zmierzch kierunku nastąpił na przełomie lat dwudziestych i trzydziestych. Część jego teoretyków i twórców (Biebl, Nezval, Teige) weszła w skład pierwszej czechosłowackiej grupy surrealistycznej, powstałej w 1934 r. Tradycje poetyzmu oddziaływały na literaturę czeską (a w pewnej mierze również na słowacką) także i później, ale jego wpływy nigdy nie przekroczyły granic Czechosłowacji.